# 고대 프로이센어

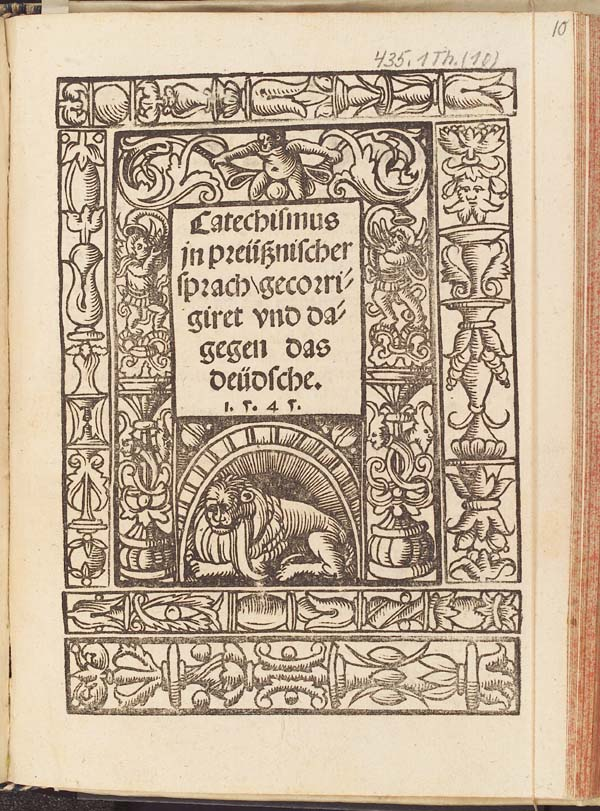
고프로이센어 교리문답서 (1545년)

고대 프로이센어(Old Prussian, Prūsiskai)는 프로이센 지역의 발트계 민족인 고대 프로이센인들이 사용하던 발트어파 언어이다. 독일계 국가인 프로이센에서 쓰인 독일어 방언인 고지 프로이센어 및 저지 프로이센어와 구분하기 위해 흔히 "고대"라는 표현을 붙인다. 13세기 튜턴 기사단의 정복 이후 서서히 독일화되어 쇠퇴했고, 이 동안 수는 많지 않으나 이 언어로 된 여러 문헌이 기록되어 전해진다. 18세기 초 기근과 역병이 동프로이센을 휩쓴 시기까지는 완전히 사멸했을 것으로 추정된다. 소련 붕괴 이후 칼리닌그라드주 등에서 소수의 프로이센어 부흥 운동가들이 활동하기 시작했다.

## 기록
사멸 이후로도 동프로이센 지역에는 고대 프로이센어로 된 지명이 다수 남아있었다. 프로이센어 지명은 1938년 나치 독일 정부의 지명 변경으로 대부분 사라졌으며, 2차 대전이 끝나고 소련이 이 지역을 점령한 이후에도 역사와 무관한 새로운 러시아어 지명이 붙여지며 완전히 잊혔다.
프로이센어 어휘집은 크게 2가지가 알려져 있다. 하나는 튜턴 기사단의 역사가인 시몬 그루나우(Simon Grunau)가 쓴 100여 개의 단어를 나열한 어휘집이고, 다른 하나는 1400년 전후쯤에 작성된 소위 "엘빙 어휘집"으로 802개의 단어와 독일어 번역을 싣고 있다.
이외에 여러 문헌 출처에서 단편적인 텍스트나 여러 완성된 문장을 찾을 수 있으나, 가장 완성적인 텍스트가 남아있는 것은 각각 1545년, 1545년, 1561년에 쾨니히스베르크에서 출판된 세 권의 교리문답서이다. 엘빙 어휘집과 교리문답은 음운, 어휘, 문법 측면에서 체계적인 차이점을 보이는데 일부 학자들은 이것이 서로 다른 방언을 반영한 기록이기 때문이라고 추정한다.

## 문법
고대 프로이센어 문법은 주로 세 권의 교리문답서를 기반으로 재구성된다. 고대 프로이센어는 발트조어의 중성을 보존했으며, 따라서 남성, 중성, 여성의 세가지 문법적 성이 있었다. 수의 경우 대부분의 학자들은 고대 프로이센어에 단수와 복수가 있었음에 동의하나 일부 학자들은 쌍수의 흔적도 식별된다고 주장한다.

## 음운
|             |             | Labial | Labial | Dental/ Alveolar | Dental/ Alveolar | Post- alveolar | Post- alveolar | Velar | Velar | Glottal |
| plain       | pal.        | plain  | pal.   | plain            | pal.             | plain          | pal.           |       |       | Glottal |
| ----------- | ----------- | ------ | ------ | ---------------- | ---------------- | -------------- | -------------- | ----- | ----- | ------- |
| Plosive     | voiceless   | p      | pʲ     | t                | tʲ               |                |                | k     | kʲ    |         |
| Plosive     | voiced      | b      | bʲ     | d                | dʲ               |                |                | ɡ     | ɡʲ    |         |
| Fricative   | voiceless   | f      | fʲ     | s                | sʲ               | ʃ              | ʃʲ             |       |       | h       |
| Fricative   | voiced      | v      | vʲ     | z                | zʲ               | ʒ              | ʒʲ             |       |       |         |
| Nasal       | Nasal       | m      | mʲ     | n                | nʲ               |                |                |       |       |         |
| Trill       | Trill       |        |        | r                | rʲ               |                |                |       |       |         |
| Approximant | Approximant |        |        | l                | lʲ               | j              | j              |       |       |         |

|       |      | Front | Front | Central | Central | Back | Back |
| short | long | short | long  | short   | long    |      |      |
| ----- | ---- | ----- | ----- | ------- | ------- | ---- | ---- |
| High  | High | i     | iː    |         |         | u    | uː   |
| Mid   | Mid  | e     | eː    |         |         | o    | oː   |
| Low   | Low  |       |       | a       | aː      |      |      |

|      | Front | Back |
| ---- | ----- | ---- |
| Mid  | ei    | ou   |
| Open | ai    | au   |

## 예문
| 한국어 번역               | 구                              |
| ------------------------- | ------------------------------- |
| 고대 프로이센어           | Prūsiskan                       |
| 안녕하세요?               | Kaīls                           |
| 아침인사                  | Kaīls Anksteīnai                |
| 안녕히 가세요             | Ērdiw                           |
| 고맙습니다                | Dīnka                           |
| 얼마에요?                 | Kelli?                          |
| 네                        | Jā                              |
| 아니오                    | Ni                              |
| 화장실은 어디에 있습니까? | Kwēi ast Spaktāstuba?           |
| (Generic toast)           | Kaīls pas kaīls aīns per āntran |
| 영어할 줄 알아요?         | Bilāi tū Ēngliskan?             |